# 朱塞佩·图齐

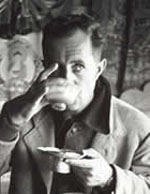
朱塞佩·图齐

朱塞佩·图齐（義大利語：Giuseppe Tucci，1894年6月5日—1984年4月5日），又譯杜齐，是一位意大利的东方文化学家，专攻西藏文化及佛教历史。
在其事业的鼎盛时期，图齐是一位意大利法西斯主义的支持者，他用亚洲传统理想化的写照来支持意大利法西斯的意识形态运动。图齐能够流利地使用数种欧洲语言，以及梵语、孟加拉语、巴利语、普拉克里特诸语言、汉语、藏语。他在罗马大学教书直至逝世。他被认为是佛教研究领域的奠基人之一。